# Petersburger Nächte
Petersburger Nächte ist ein deutsches Filmdrama von Paul Martin aus dem Jahr 1958. Die Hauptrollen sind besetzt mit Ewald Balser, Johanna von Koczian, Ivan Desny, Claus Biederstaedt und Therese Giehse.
Das Drehbuch von Hendrich und Nosseck, das beide unter dem Namen Henry Ossdrich verfassten, beruht auf einer Story von Viktor Tourjansky und Robert Thoeren.

## Handlung
Petersburg um 1900: Tatjana Iwanotitsch ist aus dem Internat, das sie auf Wunsch ihres Vaters Iwan besucht, weggelaufen und bricht beim Nachhausekommen aufgrund einer doppelseitigen Lungenentzündung zusammen. Die Wirtschafterin Iwanotitschs, Antonida, kümmert sich um das Mädchen, da dessen Vater seinen Verpflichtungen im Nachtclub „Eremitage“ auch heute nachkommen muss. Als er seinen Arbeitgeber Alexander Drubin um ein paar Tage Urlaub bittet, reagiert dieser eiskalt und meint nur, wenn Iwanotitsch jetzt gehe, dann sei das für immer und dann könne er auch gleich aus seinem Haus ausziehen, das ja ihm gehöre. Süffisant will er dann noch wissen, ob Iwanotitsch inzwischen seine Schuldscheine auslösen könne. Iwan Iwanotitsch war früher ein vermögender Mann, hat aber durch seine Spielsucht alles verloren und arbeitet jetzt als Geschäftsführer in Drubins Luxusetablissement, das er dazu nutzt, sehr junge Frauen in seinem Séparée zu verführen. Es gab eine Zeit, da hatte Iwanotitsch Drubins Vater in der Hand und diesem gegenüber keine Gnade gekannt. Nun hat sich das Blatt gewendet.
Als die inzwischen wieder genesene Tatjana zusammen mit Antonida eine Ballettaufführung besucht, wird sie von Drubin entdeckt, der hingerissen ist von der Schönheit der jungen Frau. Ohne Wissen ihres Vaters trifft Tatjana sich mit dem Lebemann. Sie benutzt dabei den Musikstudenten Viktor Kardoff, der ihr Klavierunterricht erteilt, als Alibi. Als Viktor das bemerkt, ist er sehr enttäuscht, zumal er in Tatjana verliebt ist. Als es ein weiteres Mal geschieht, zieht Kardoff sich enttäuscht zurück.
An diesem Abend schleicht Tatjana sich heimlich aus dem Haus, um Drubins Einladung in einen Nachtclub zu folgen. Er hat sein Séparée dort diesmal besonders prachtvoll mit Rosen ausstatten lassen. Zu einem bestimmten Zeitpunkt ist die Tür von Iwanotitsch von außen zu verriegeln. Ein Zufall will es, dass Iwanotitsch Kenntnis davon erhält, wer sich diesmal im Séparée Drubins aufhält. Als er die Tür öffnet, ist seine Wut auf Drubin grenzenlos. Nun sei es genug fährt er ihn an. Seine Tochter gehöre ihm. Als Drubin ihm anbietet, ihm die in seinem Besitz befindlichen Schuldscheine zurückzugeben, wenn er ihm gestatte, mit seiner Tochter einige Wochen in Paris zu verbringen, ohrfeigt Iwanotitsch ihn. Drubin erklärt ihm daraufhin, wie scheinheilig er doch sei, denn wenn es sich nicht um seine Tochter gehandelt hätte, hätte er den Raum verdunkelt und die Tür verschlossen wie sonst auch.
Tatjana, die im ersten Schock davongelaufen ist, will bei ihrer Rückkehr von Drubin wissen, warum er ihren Vater so quäle, woraufhin er ihr erzählt, wie es um ihren Vater steht. Sie bietet sich ihm sogar an, damit er ihren Vater aus seiner Schuld entlasse und ihn nicht mehr demütige und erklärt ihm, dass sie nicht in ihn verliebt, sondern nur aus Neugier bei ihm gewesen sei, aber er dennoch alles, wirklich alles, von ihr haben könne. Drubin ist von der selbstlosen Geste der jungen Frau so beeindruckt, dass er sie zur Kutsche geleitet, die sie nach Hause bringen soll. Bei der Abfahrt sagt er ihr noch, dass er ihren Vater nie wieder im „Eremitage“ sehen wolle, worüber er sich sehr freuen werde.
Viktor Kardoff erscheint bei den Iwanotitschs, Tatjana war in ihrer Not als erstes zu ihm gelaufen, hatte ihn jedoch nicht angetroffen. Tatjana sagt ihm, dass sie ihn gebraucht habe und diesmal nicht als Ausrede.

## Produktion

### Produktionsnotizen, Dreharbeiten
Die Dreharbeiten dauerten vom 24. Februar bis März 1958. Sie fanden in München und in den CCC-Studios in Berlin-Spandau statt. Die Herstellungsleitung oblag Horst Wendlandt, die Aufnahmeleitung Richard Oehlers und Kurt Rendel. Die Vorlage für das Drehbuch geht auf Viktor Tourjansky und Robert Thoeren zurück. Für die Filmbauten waren Emil Hasler und Paul Markwitz verantwortlich. Manon Hahn steuerte die Kostüme bei.
Es tanzen George Kobakhidse, Rostom Tzerethli und die Tanzgruppe Wladimir Ignatow. Es singen Wladimir Slastcheff, Irina Bondireva und Nadia Apletchena. Es spielt das Zigeunerorchester Jonel Dinidu und das große Balalaikaorchester Scheherazade.

### FSK-Prüfung, Veröffentlichung
Der Film wurde am 16. Juli 1958 unter der Nummer 17450 einer Prüfung unterzogen und ab 16 Jahren freigegeben mit dem Vermerk „feiertagsfrei“. Der Erstverleih des Films erfolgte durch die Deutsche Film Hansa GmbH & Co. (DFH) Hamburg.
Die Uraufführung von Petersburger Nächte fand am 5. August 1958 in der Filmbühne Wien in Berlin statt. Die Erstausstrahlung im deutschen Fernsehen erfolgte am 4. Juni 1991 im ZDF.
In Schweden kam der Film am 9. Februar 1959 unter dem Titel Svarta ögon ins Kino, in Dänemark am 2. September 1959  unter dem Titel Sorte øjne und in Finnland am 22. April 1960 unter dem Titel Mustat silmät. Veröffentlicht wurde er zudem in Brasilien (Olhos Negros), Frankreich (Les yeux noirs und Les Nuits de St. Petersbourg), Griechenland (Nyhtes tis Petroupoleos), Italien (Notti di Pietroburgo), Spanien (Tatiana Ojos Negros), Portugal (Olhos Negros) und in den USA unter dem fürs Fernsehen gewählten Titel The Devil from Petersburg. Der englische Titel lautet Petersburg Nights.

## Kritik
Die Hörzu befand seinerzeit der Film sei „annehmbar“.
Der Filmdienst konnte dem Film nichts abgewinnen, was sich in der Kritik wie folgt niederschlug: „Edelmut macht alles gut! Nach einem miserablen Drehbuch mit großem Aufwand und prominenten Schauspielern ebenso dekorativ wie müde und sentimental inszeniert.“
Cinemas Urteil las sich noch drastischer: „Fifties-Stars (auch dabei: Therese Giese und Claus Biederstaedt) quälen sich durch klebrigen Kitsch.“ Fazit: „Ramschiges Dramolett voll verheizter Stars.“
Auch die Kritik im Spiegel war negativ. Dort hieß es: „Die Natürlichkeit und die solide Technik der jungen Bühnendarstellerin Johanna von Koczian werden hier in erlogenen Rührungen und in schwüler Eastmancolor-Pracht erstickt. Der vom deutschen Film schon ärger mitgenommene Ewald Balser muß diesmal als Geschäftsführer eines feudalen Nachtlokals und rächender Vater die Chambre-séparée-Tür aufstoßen, hinter der die selbstlos geliebte und unerfahrene Tochter von dem giftigsten seiner Feinde bei Balalaika-Klängen mit Sekt getränkt wird.“